# دهين
الدهين او الدهينة هي أحد أنواع الحلويات العراقية يوضع في وعاء كبير (صينية) ويباع بالكيلوغرامات تكثر في مدينة النجف يعود تاريخها إلى العصر العباسي حيث سميت في ذلك الوقت باللوزينج يذكر البعض ان عمل الدهين انتقل من الهند إلى النجف حيث قام النجفيون بتطوير صناعته حتى صارت من أشهر أنواع الحلويات في المنطقة وفي مدينة النجف فان أغلبية محال بيع الدهين تسمى دهين أبو علي.

## دهين أبو علي
يقال أن هنلك شخص يدعى أبو علي هو أول من صنع فرنا لخبز الدهين منذ أكثر من 90 سنة في النجف لذلك فان افران الدهين الأخرى بدأت تحمل اسم دهين أبو علي نسبة إليه. وهنالك قصة أخرى حول «دهين أبو علي»، في ستينات القرن الماضي أشتهر رجل من أهل النجف بصناعة الدهين هذا الرجل كان يستخدم اجود أنواع الطحين والسكر والدهن الحر والمبروش والهيل مع النظافة التامة في جميع مفاصل العمل ليقدمه بنكهة وطعم لذيذ جدا وأخذت شهرته تتسع يوما بعد يوم بما ان مدينة النجف يدخلها يوميا اعداد كبيرة من بقية المحافظات اما لغرض الزيارة أو دفن موتاهم في مقبرة وادي السلام وعند الانتهاء من مراسيمهم يتجولون في أسواقها ويسألون عن دهين أبو علي الشهير والذي أصبح ذائع الصيت بسمعته الطيبة في التعامل مع زبائنه مهنته هذه درت عليه الكثير من الارباح مما ولد الحسد لدى البعض من التجار وحاولوا تقليد صنعته وفتحوا العديد من المحلات لبيع الدهين وبعد وفاته أخذ التجار يكتبون على واجهات محالهم «دهين أبو علي» الشهير وأصبح عددهم بالعشرات لاحقاً.

## سر انتعاش تجارة الدهين في النجف

محال لبيع الدهين في مدينة النجف

بيع الحلويات في النجف وخصوصا الدهينة ينتعش بسبب توافد الزوار من داخل العراق وخارجه إلى مرقد الإمام علي بن أبي طالب حيث يحرص الزوار على شراء الدهينة وتناولها خلال إقامتهم أو شراء كميات منها عند سفرهم خارج البلد.